# Crkva sv. Ciprijana i Justine u Visu
Crkva sv. Ciprijana i Justine je katolička crkva u gradu Visu.

## Opis
Crkva sv. Ciprijana i Justine sagrađena je sredinom 18. stoljeća na mjestu gotičke crkvice iz 15. stoljeća na predjelu Kut u Visu. Crkva je jednobrodna s dvije bočne kapele i četverokutnom apsidom na kojoj su vidljivi tragovi gotičke crkvice. Uz zapadno pročelje ima bogato ukrašen zvonik. Građena je fino obrađenim kamenim klesancima i dekorirana bogatom arhitektonskom plastikom. Glavnim, južnim pročeljem orijentirana je na mali trg do kojeg vodi široko stubište. Crkva sa zvonikom, trg i stubište dio su jedinstvene barokne zamisli. U unutrašnjosti crkve ističe se kasnobarokni kasetirani strop, bogato ukrašene drvene propovjedaonice i pjevalište te cijeli niz oltarnih pala baroknog sloga.

## Zaštita
Pod oznakom Z-5370 zavedena je kao nepokretno kulturno dobro - pojedinačno, pravna statusa zaštićena kulturnog dobra, klasificirano kao "sakralna graditeljska baština".

## Vanjske poveznice
|  | Zajednički poslužitelj ima još gradiva o temi Crkva sv. Ciprijana i Justine u Visu |